# Naperőmű

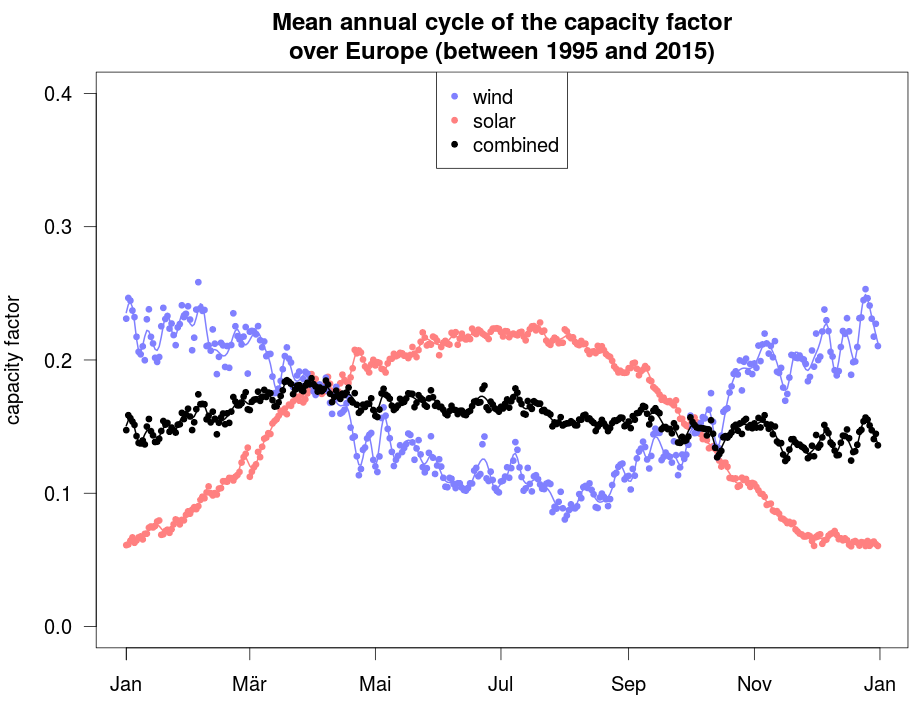
A szélerőművek és a naperőművek termelési ingadozása Európában. Akkor a legkisebb a termelési ingadozás, ha szél- és naperőműveket egyaránt építenek.

A naperőmű egy gyűjtőfogalom, mely a napenergiát felhasználó erőműfajtákat tömöríti. A naperőműveknek több típusát is megkülönböztetjük, mindegyiknek azonban egységes a működési elve, miszerint a Napból származó sugárzás energiáját alakítják át felhasználható energiává, például elektromos árammá vagy hővé. 2003-ban több mint 700 megawattóra energiát állítottak elő világszerte napenergiából.
A naperőmű előnye, hogy működése nem jár semmiféle melléktermék kibocsájtásával, így környezetkímélően működik és a napsugárzás kifogyhatatlansága miatt megújuló energiaforrás, hátránya a magas telepítési költség, valamint a napsugárzástól függő rendkívül váltakozó teljesítmény és az egyenetlenül előállított energia nehéz tárolhatósága.

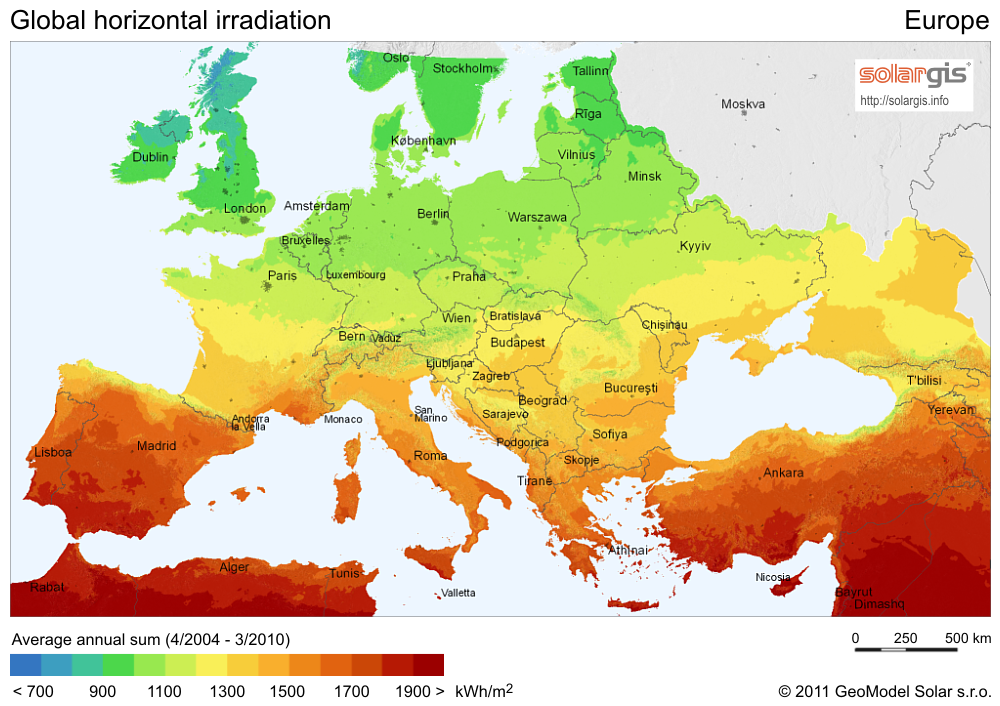
jobbraA globális horizontális napsugárzás (GHI) átl. évi mennyiségének térképe Európában és a környékén

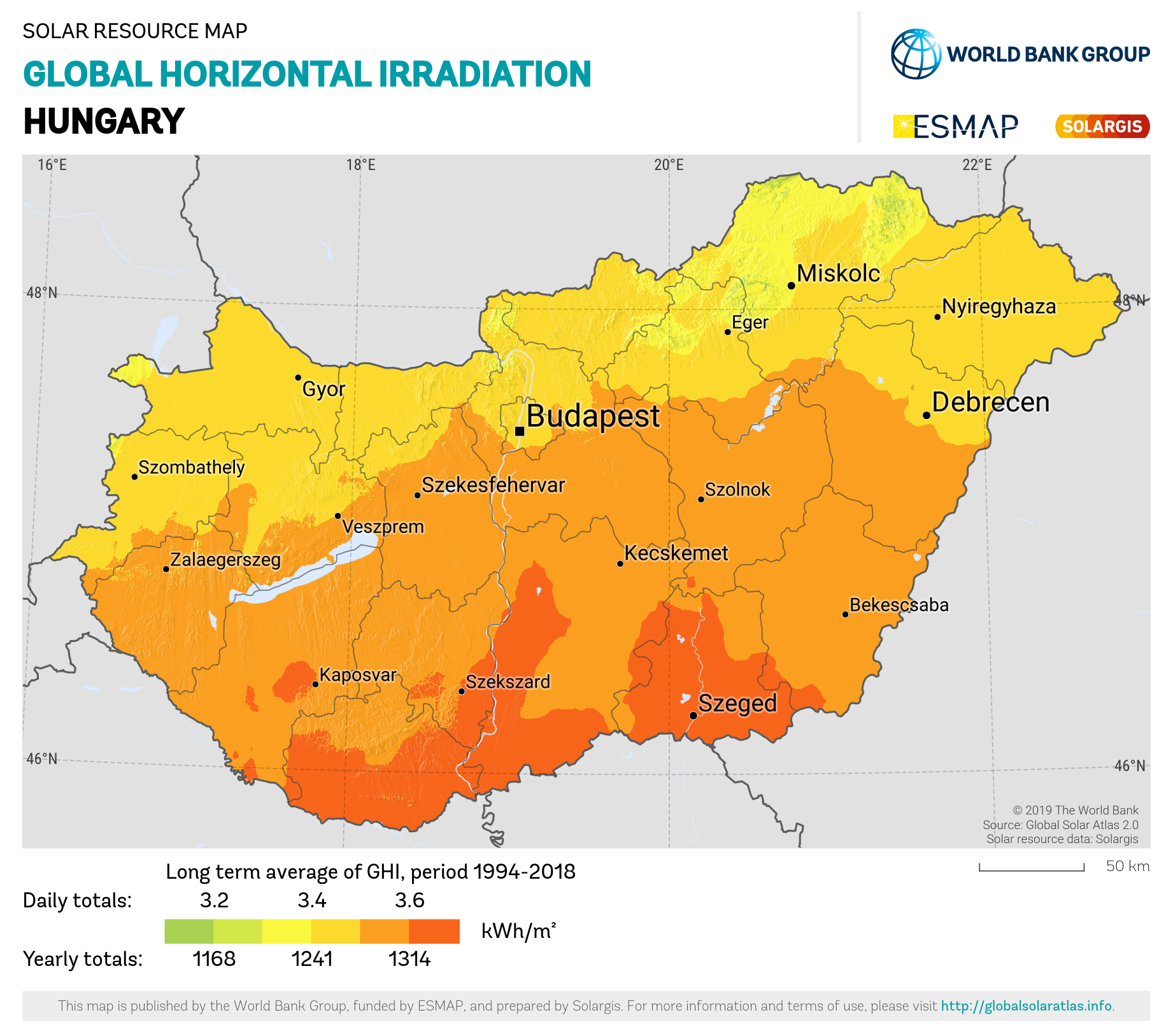
Magyarország napsugárzás térképe

## Fajtái

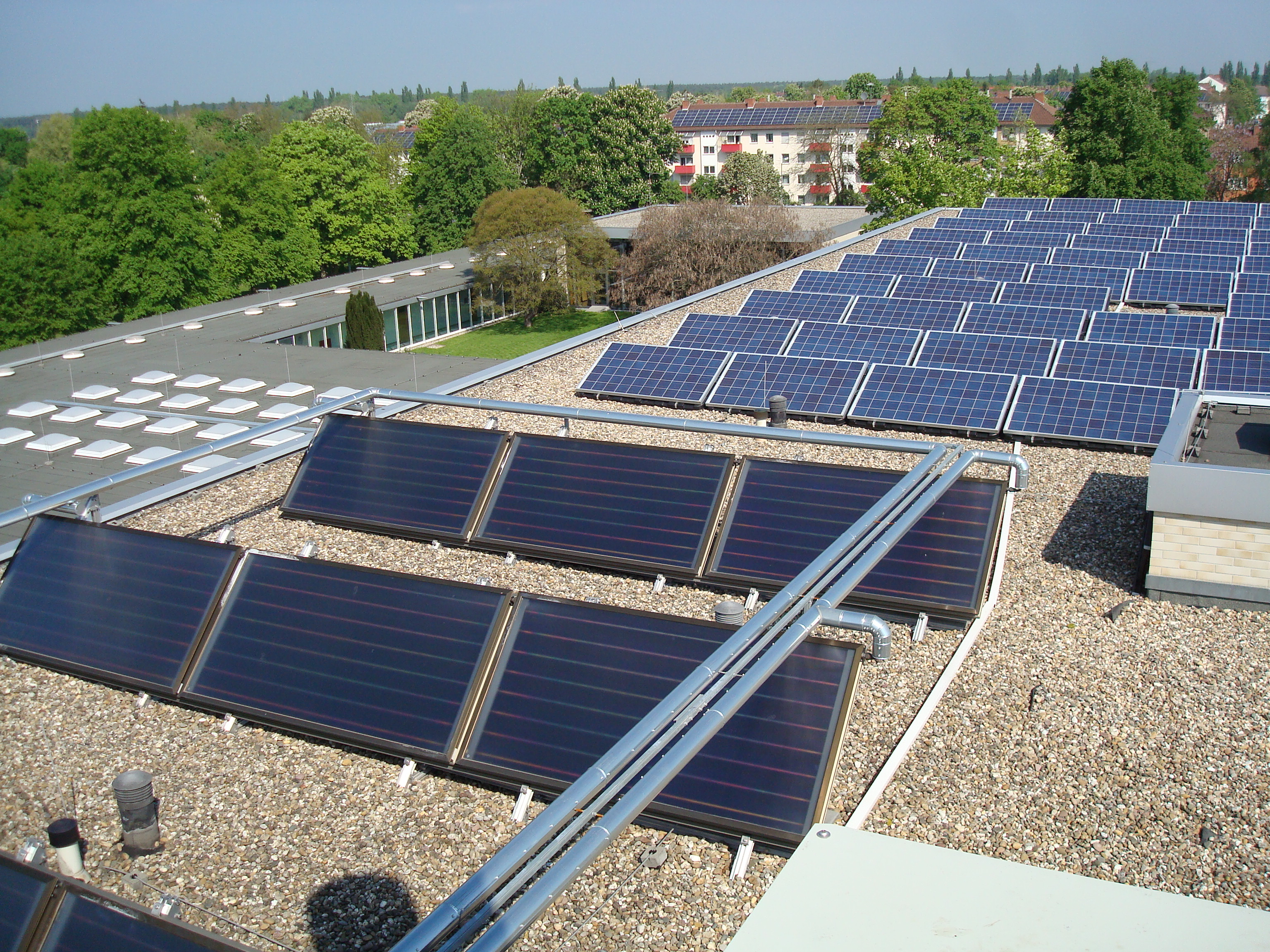
Napkollektorok egy épület tetején. Itt a hőenergiát vezetik el

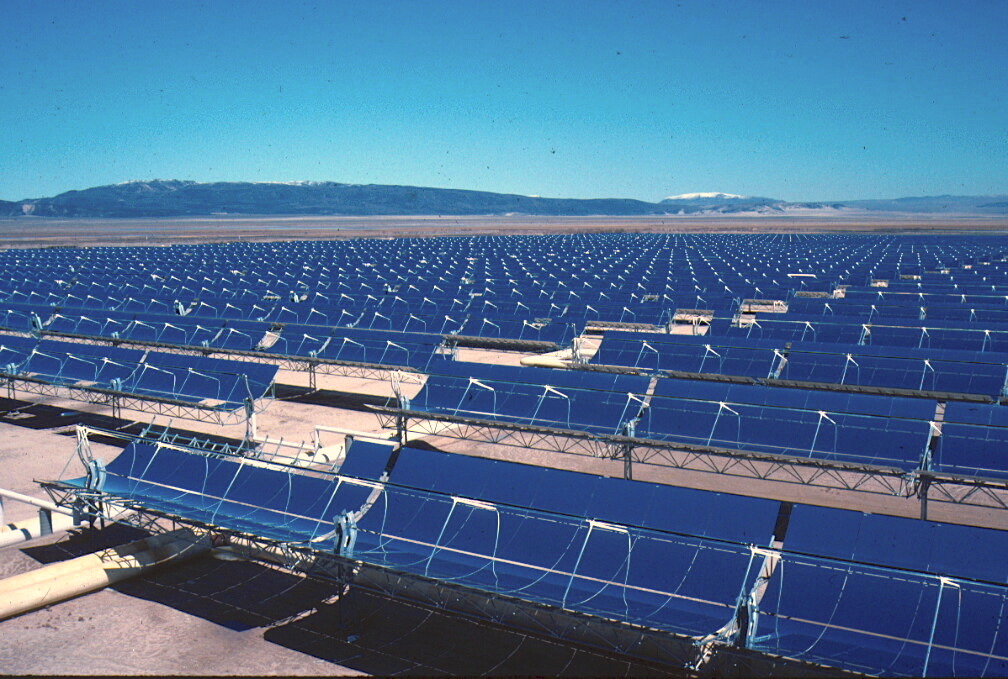
Naphőerőmű Kaliforniában. A tükrök a sugárzást a csövekre irányítják, ahol egy közeg felmelegszik, amivel áramot állítanak elő

### Napkollektor
A napkollektor a napsugárzást közvetlenül hőenergiává alakítja át. A Nap segítségével előállított hőenergiát különböző közegek felmelegítésére, mint például forróvíz előállítására lehet használni, amelyet fűtési és tisztálkodási célokra lehet felhasználni.

### Napelem és fotovillamos naperőmű
A napelem a Napból érkező sugárzást közvetlenül áramfejlesztésre hasznosítja. Az energiaátalakítás alapja, hogy a sugárzás elnyelődésekor mozgóképes töltött részecskéket generál, melyek irányított mozgása egyenáramot állít elő. A napelemeket kisebb méretben szokás hasznosítani. A sok egymás mellé telepített napelemeket fotovillamos erőműnek nevezzük.

### Naphőerőmű
A naphőerőmű egy közvetítő közeg közbeiktatásával állít elő hő-, majd villamos energiát. A Nap sugárzását egy hőhordozó közegre (speciális olajok, olvasztott só, stb) fókuszálják (pl. tükrök, úgynevezett heliostatok, segítségével), és az abból keletkezett hőenergiát használják fel áramtermelésre. A működési elv a továbbiakban nem különbözik a közönséges hőerőművektől vagy atomerőművektől. A meleg közeg hőenergiája révén gőzt fejlesztenek, mely turbinákra vezetve mozgási energiává alakul, majd a mozgási energia meghajtja a generátorokat, amivel elektromos áramot lehet előállítani. A naphőerőművek a felmelegített közeg tárolása révén folyamatos villamosenergia-előállításra is képesek.

## Története
A napenergia koncentrálásával működő berendezés 1866 óta létezik, de az utolsó évtizedekben a PV (napelemes) berendezések kerültek első helyre. Ebben nagy szerepük van az energiatárolóknak is. A naphőerőmű hőenergia-tárolással pillanatnyi csúcsigények ellátására is alkalmas. Jelenleg további fejlesztések folynak a napenergia hőtárolóinak tökéletesítésére, bár már vannak olvasztott só tárolós erőművek. Ezzel a naphőerőművek versenyképesek lesznek a PV napelemes erőművekkel.
Az első erőmű, egy naphőerőmű, (Barstow, Mojave-sivatag) 1982-1988-ban épült. A második erőmű (Barstow, CA, Mojave-sivatag) az első továbbfejlesztett változata, 1994–1999 között épült.
Ahol a hőmérséklet 95 °C felett van, ott a CSP naperőművek csövei a 150 és 220 °C-t is elérik.
Lipcse (Szászország, Németország) közelében  2009-re készült el a 40 megawatt névleges teljesítményű fotovillamos naperőmű, a Waldpolenz naperőmű, amely 20 ezer háztartást lát el energiával, ezzel évi 50 ezer tonna szén-dioxid kibocsátását előzi meg. További fotovillamos erőművek például Portugáliában a Serpa naperőmű, az Amerikai Egyesült Államokban a Nellis naperőmű. A világ jelenleg legnagyobb fotovoltaikus naperőműve a 200 MW-os Golmud naperőmű Kínában.
A Spanyolországban üzemelő (11 MW-os) PS10 naphőerőmű után megépült a 3 blokkból álló összesen 150 MW-os Andasol naphőerőmű, amelyik Európa első kereskedelmi, parabolavályús naphőerőműve. A szintén parabolavályús, 354 MW-os Kaliforniai naperőmű (SEGS) a világ jelenleg legnagyobb üzemelő naphőerőműve, egyben a legnagyobb naperőműve.[mikor?] 2017-ben Kínában helyezték üzembe a világ legnagyobb vízen lebegő naperőművét. Ez 40 MW teljesítményű és egy tavon foglal helyet.
Algériában a Hászi r-Rmel hibrid naphőerőmű a Napból és földgázból kinyerhető hőenergiát kombinálja.
A legújabb és a tervek szerint az új világelső, koncentrált naphőerőmű Dubaiban épül, Noor Energy 1 néven. Tervezett beépített teljesítménye 700 MW lesz.
Kínában a mongol határtól délre, Belső-Mongólia területén található Kubuki-sivatagban "Nagy Napfal" néven építenek egy 400 km hosszú, átlagosan 5 km széles naperőmű-rendszert, amely a tervek szerint 2030-ra készül el és évi 48 milliárd kWh tiszta energiát termel majd a Peking–Tiencsin–Hopej régió számára. Más források szerint akár 100-180 gigawattos energiatermelés is elérhető lesz. A terület évente 3100 órányi napsütést kap. Összesen 3,46 millió napelempanelből áll majd, amivel a tervek szerint a 22 milliós Peking teljes energiaellátását biztostani lehet.  

## Naperőművek Magyarországon

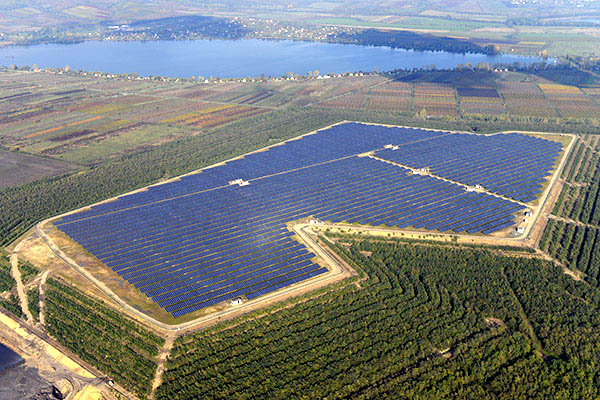
Naperőmű Visontán a Mátrai Erőmű és a Markazi-víztározó között

Magyarországon dinamikusan terjed a napenergia felhasználása, 2014-ben lendületet vett és azóta zárkózik fel folyamatosan a 2030-ra tervezett 6000 MW kapacitáshoz. Ez egyrészt annak köszönhető, hogy az ország adottságai kiválóak a naperőművek kialakításához és működtetéséhez, másrészt annak, hogy országos és európai uniós szinten is igen komoly támogatásokkal igyekeznek ösztönözni a megújuló energiaforrásokra való átállást.
Magyarország adottságai kiválóak a naperőművek létesítéséhez, kifejezetten hamar meg tudnak térülni a beruházások. A naperőmű pedig, miután visszahozta az árát, tiszta hasznot termel – nem csoda, hogy egyre több van belőle. Egy 0,5 MW-os naperőmű körülbelül 250 háztartás éves villamosenergia-felhasználását fedezi.
Hazánkban a fotovoltaikus elven működő napelemek terjedtek el leginkább. Ezek 2015 végén már 110 MW feletti összkapacitással bírtak az országban, és ez a szám folyamatos növekszik, méghozzá igen komoly tempóban. Az erőművek többsége ugyanakkor háztartási méretű kiserőmű, és bár az utóbbi években több nagyobb teljesítményű naperőmű is épült Magyarországon, ezek csak magyar viszonylatban számítanak nagynak.
2022 áprilisára a hazai fotovoltatikus naperőművek összesített beépített termelése átlépte a 3000 MW teljesítményt, ami a Nemzeti Energiastratégia 2030 6500 MW kapacitású célkitűzésének a felét érte el. (Az országos 3400 MW teljesítményből a főváros aránya 100 MW-ot tett ki.) Ezzel júliusra a magyarországi nappali villamosenergia fogyasztás 37%-át sikerült fedezni.

### A legnagyobb hazai fotovoltaikus naperőművek
2024-ben az ország legnagyobb naperőművei Mezőcsáton (250 MW), Szolnokon (138 MW), Inárcson (132 MW), Kaposváron (100 MW), Pakson, (20,6 MW), Bükkábrányban (20 MW) és Felsőzsolcán üzemeltek. A hazai összes beépített csúcsteljesítmény 2024-re elérte az 5741 MW-ot.